# Livestream
Vimeo Livestreamは、アメリカのライブ配信サイト。ライブ配信プラットフォームを提供し、視聴者とのチャット機能ではFacebook、Twitterによるチャットが用意されており、配信映像の録画機能などがある。HD映像配信、ステレオ音声の配信が可能。

## 沿革
- 2007年5月、前身であるサービス「Mogulus」は、数名の共同によりエンジェル投資を受けて、アメリカ合衆国のニューヨークとインドのバンガロールを拠点に無料のライブビデオストリーミングサービスを事業を開始した[1]。
- 2008年7月、新聞コングロマリットである「ガネット社」が1,000万ドルを投資し、コンサート・ライブイベントなどの中継配信を重点とする[2][3]。
- 2008年12月、有料プレミアムサービス「Mogulus Pro」を開始[4]。
- 2009年4月、無料のライブストリーミングエンコーダー「Procaster」をリリース[5]
- 2009年5月、Mogulusが「Livestream」としてリブランド[6]。
- 2009年7月、Twitterと連携するライブビデオストリーミングサービス「Twitcam」を開始[7][8]
- 2012年4月、ハードウェアビデオエンコーダー「Livestream Broadcaster」を公開[9]
- 2012年9月、ビデオスイッチャー「Livestream Studio HD500」を公開[10]
- 2016年1月、ライブストリーミングカメラ「Mevo」を公開[11][12]
- 2017年9月、Livestreamが、YouTube、Periscope、Twitchでの同時ライブブロードキャストに対応[13]
- 2017年9月26日のLivestreamは、IAC傘下のVimeoに買収された[14]。この買収によりLivestreamのスタッフとテクノロジーはVimeoに統合され、Vimeo Enterprise（Vimeo Livestream）とVimeo Premium（Vimeo Live）になった[15]。

## 特徴
音声と画質の良さにミュージシャンや政治家も注目し、ライブや演説・集会のライブビデオストリーミング配信に活用している。配信をコントロールするスタッフや機材を抱えており、ハイレベルな配信を実現している。